# Mordovie
Ne doit pas être confondu avec Moldavie, Molvanie, Moravie ou Bordurie.
La Mordovie ou république de Mordovie (en russe : Респу́блика Мордо́вия, Respoublika Mordovia ; en mokcha : Мордовия Республиксь, Mordovia Respoubliks ; en erza : Мордовия Республикась, Mordovia Respoublikas) est un sujet fédéral de Russie. Sa capitale est Saransk.

## Nom
Le nom de la Mordovie provient des Mordves, population parlant deux langues finno-ougriennes (le mokcha et l’erza). Les Mordves ont été soumis en 1551 par Ivan IV le Terrible après la prise de Kazan.
Localement, le territoire est connu sous les dénominations suivantes :
- en russe : Мордовия = Mordovia ([mɐrˈdovʲɪjə]) ; en forme longue : Республика Мордовия = Respoublika Mordovia ([rʲɪsˈpublʲɪkə mɐrˈdovʲɪjə]) ;
- en mokcha : Мордовия Республиксь = Mordovia Respoubliks ;
- en erzya : Мордовия Республикась = Mordovia Respublikas.

## Géographie

### Généralités

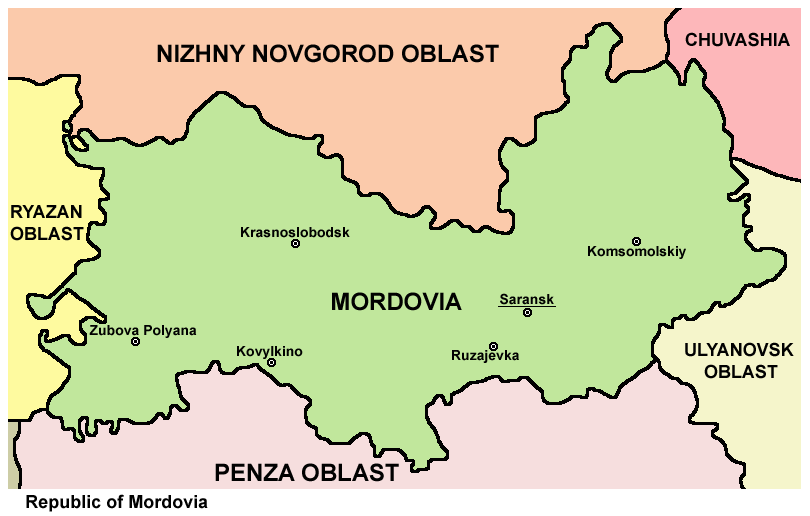
Carte politique de Mordovie avec ses voisins immédiats.

La république de Mordovie est située en Russie dans la partie est de la plaine d'Europe orientale. Sa partie occidentale occupe la plaine Oka-don, ses parties centrales et orientales l'élévation de la Volga. Elle mesure un peu moins de 300 km d'est en ouest, et environ 170 km du nord au sud. Au total, elle recouvre 26 128 km2, et est le 69e sujet fédéral russe par superficie.
La Mordovie est voisine des oblasts de Nijni Novgorod au nord, de Riazan à l'ouest, de Penza au sud et d'Oulianovsk à l'est, ainsi que de la Tchouvachie au nord-est.
La république culmine à 324 m d'altitude, à l'intersection de la route venant de Bolchoy Maresev avec celles de Mokchaley, Pyaigiley et Pitcheury. Elle compte environ 500 lacs et plus d'une centaine de cours d'eau, dont la Soura, l'Alatyr et la Mokcha.

### Climat
Le climat de Mordovie est continental.
La température moyenne en janvier est −11 °C, la température moyenne en juillet +19 °C.
En moyenne, les précipitations annuelles atteignent 500 mm.

## Histoire

### Histoire antique

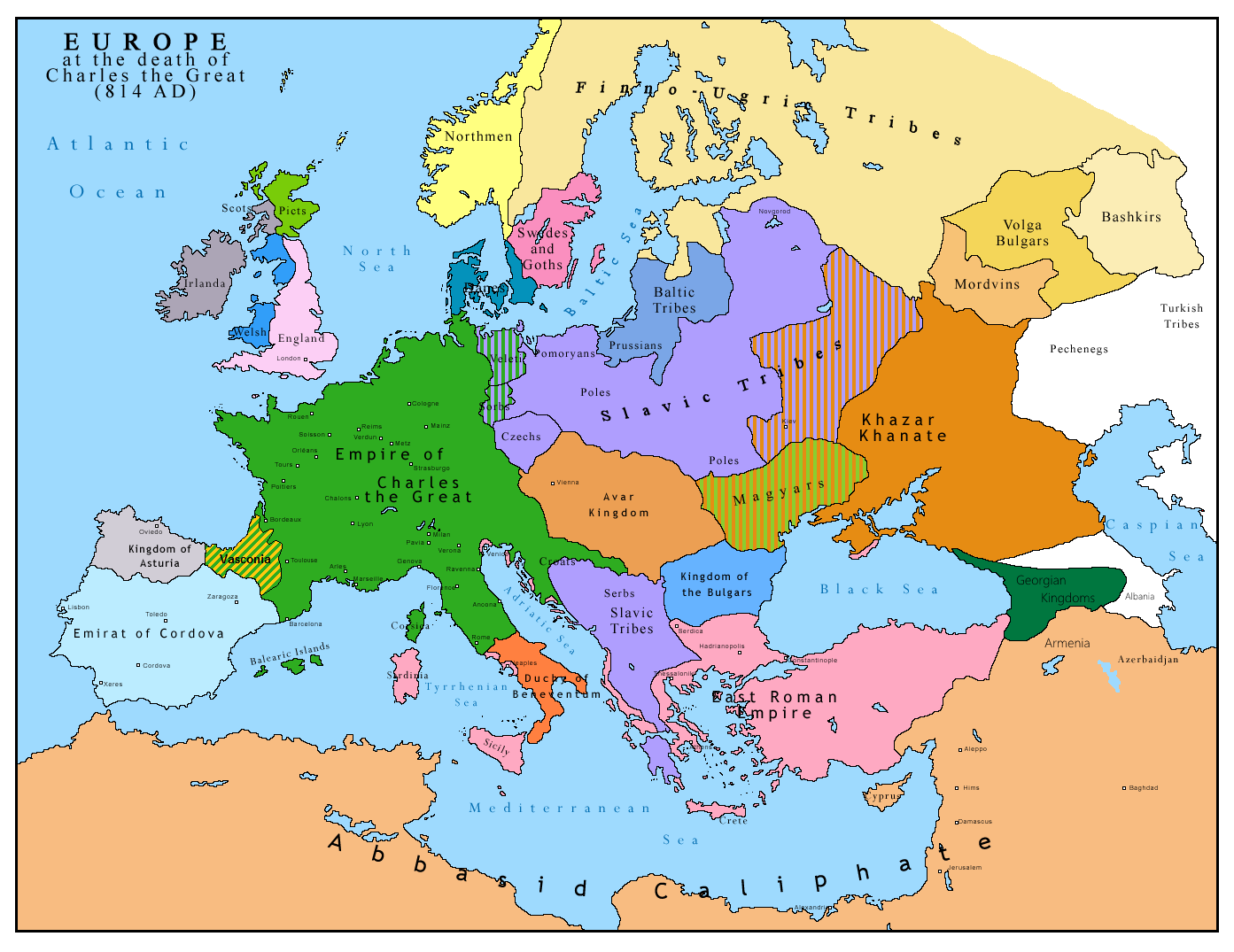
Carte schématique de l'Europe en 814 ; les Mordves (ici en anglais, Mordvins) sont mentionnés dans le quart supérieur-droit de la carte.

Les premières traces archéologiques d'êtres humains dans la région de la Mordovie datent du Néolithique. Les Mordves, un peuple finno-ougrien, sont mentionnés dans des sources écrites au VIe siècle. Par la suite, ceux-ci subissent l'influence du khanat bulgare de la Volga et de la Rus' de Kiev.

### Domination mongole
Au XIIIe siècle, les Mongols conquièrent de vastes territoires en Europe de l'Est. Ils fondent le khanat de la Horde d'or en 1241, en soumettant la région de la Mordovie, laquelle appartient alors à l'oulous de Moukhcha (en). La Horde d'Or se désintègre dans les années 1430, et certains Mordves deviennent sujets du khanat de Kazan, d'autres sont incorporés dans la grande-principauté de Moscou.

### Domination russe
Lorsque Ivan IV annexe le khanat de Kazan en 1552, les terres mordves sont assujetties aux tsars russes. L'élite mordve adopte rapidement la langue et les coutumes russes ; dans les zones rurales, la culture mordve est préservée.
Les Russes tentent de convertir les Mordves au christianisme orthodoxe à partir du milieu du XVIIIe siècle. Les Mordves n'abandonnent leur propre religion chamanique que lentement, et certains aspects chamaniques sont préservés comme culture locale bien que la population devienne nominalement chrétienne. La littérature traduite en mordve concerne essentiellement des textes religieux ; au XVIIIe siècle, l'alphabet latin est utilisé, puis à partir du milieu du XIXe siècle, l'alphabet cyrillique.

### Union soviétique
Pendant les révolution et guerre civile russes, la Mordovie est tenue par les opposants aux Bolcheviks. Après la victoire de ces derniers, la Mordovie devient une partie de la république socialiste fédérative soviétique de Russie. En 1925, le gouvernement soviétique fonde des districts autonomes et des conseils de village dans les zones mordves. L'époque soviétique voit le développement de deux langues écrites avec l'alphabet cyrillique, basées sur le dialecte erzya en 1922 et mokcha en 1923.
L'okroug de Mordovie est fondé le 16 juillet 1927 et est élevé au statut d'oblast autonome le 10 janvier 1930. Il est transformé en république socialiste soviétique autonome de Mordovie le 20 décembre 1934.

### Fédération de Russie
Lors de la désintégration de l'Union soviétique en 1990, la RSSA de Mordovie se proclame république de Mordovie et reste membre de la fédération de Russie. Les institutions de la république sont mises en place par la Constitution le 25 janvier 1994.

## Subdivisions

Subdivisions de Mordovie.

La république de Mordovie est divisée en 22 raïons et 3 cités (Kovylkino, Rouzaïevka et Saransk).

## Population et société

### Démographie
| 1989    | 2002    | 2010    | 2016    | 2022    |
| ------- | ------- | ------- | ------- | ------- |
| 964 132 | 888 766 | 834 755 | 807 463 | 781 440 |

Source:
- 1989 : http://demoscope.ru/weekly/ssp/rus89_reg.php
- 2002 : http://www.perepis2002.ru/ct/doc/1_TOM_01_04.xls
- 2010 : http://www.gks.ru/free_doc/new_site/perepis2010/croc/perepis_itogi1612.htm

### Données socio-économiques de l'évolution démographique
Le tableau suivant regroupe quelques statistiques démographies pour la période 1970-2010 :
| Année | Population | Naissances | Décès  | Accroissement naturel | Taux de natalité (‰) | Taux de mortalité (‰) | Accroissement naturel (‰) | Taux de fécondité |
| ----- | ---------- | ---------- | ------ | --------------------- | -------------------- | --------------------- | ------------------------- | ----------------- |
| 1970  | 1 026 000  | 15 423     | 9 048  | 6 375                 | 15,0                 | 8,8                   | 6,2                       |                   |
| 1975  | 1 003 000  | 14 983     | 9 689  | 5 294                 | 14,9                 | 9,7                   | 5,3                       |                   |
| 1980  | 984 000    | 14 320     | 10 287 | 4 033                 | 14,6                 | 10,5                  | 4,1                       |                   |
| 1985  | 964 000    | 15 123     | 11 152 | 3 971                 | 15,7                 | 11,6                  | 4,1                       |                   |
| 1990  | 963 000    | 12 910     | 11 018 | 1 892                 | 13,4                 | 11,4                  | 2,0                       | 1,87              |
| 1991  | 961 000    | 11 537     | 11 079 | 458                   | 12,0                 | 11,5                  | 0,5                       | 1,73              |
| 1992  | 961 000    | 10 215     | 11 574 | −1 359                | 10,6                 | 12,0                  | −1,4                      | 1,55              |
| 1993  | 959 000    | 9 276      | 13 217 | −3 941                | 9,7                  | 13,8                  | −4,1                      | 1,42              |
| 1994  | 956 000    | 8 916      | 14 748 | −5 832                | 9,3                  | 15,4                  | −6,1                      | 1,37              |
| 1995  | 952 000    | 8 589      | 13 460 | −4 871                | 9,0                  | 14,1                  | −5,1                      | 1,32              |
| 1996  | 946 000    | 7 883      | 13 579 | −5 696                | 8,3                  | 14,4                  | −6,0                      | 1,22              |
| 1997  | 939 000    | 7 493      | 13 631 | −6 138                | 8,0                  | 14,5                  | −6,5                      | 1,16              |
| 1998  | 931 000    | 7 469      | 13 116 | −5 647                | 8,0                  | 14,1                  | −6,1                      | 1,16              |
| 1999  | 923 000    | 6 994      | 14 200 | −7 206                | 7,6                  | 15,4                  | −7,8                      | 1,09              |
| 2000  | 913 000    | 7 148      | 14 838 | −7 690                | 7,8                  | 16,2                  | −8,4                      | 1,12              |
| 2001  | 903 000    | 7 049      | 14 200 | −7 151                | 7,8                  | 15,7                  | −7,9                      | 1,11              |
| 2002  | 891 000    | 7 131      | 14 918 | −7 787                | 8,0                  | 16,7                  | −8,7                      | 1,12              |
| 2003  | 880 000    | 7 433      | 15 170 | −7 737                | 8,4                  | 17,2                  | −8,8                      | 1,16              |
| 2004  | 873 000    | 7 689      | 14 768 | −7 079                | 8,8                  | 16,9                  | −8,1                      | 1,20              |
| 2005  | 865 000    | 7 394      | 14 823 | −7 429                | 8,5                  | 17,1                  | −8,6                      | 1,14              |
| 2006  | 858 000    | 7 367      | 13 981 | −6 614                | 8,6                  | 16,3                  | −7,7                      | 1,14              |
| 2007  | 851 000    | 7 728      | 13 320 | −5 592                | 9,1                  | 15,6                  | −6,6                      | 1,19              |
| 2008  | 846 000    | 8 215      | 13 167 | −4 952                | 9,7                  | 15,6                  | −5,9                      | 1,28              |
| 2009  | 841 000    | 8 103      | 13 027 | −4 924                | 9,6                  | 15,5                  | −5,9                      | 1,27              |
| 2010  | 835 000    | 7 974      | 13 106 | −5 132                | 9,5                  | 15,7                  | −6,1                      | 1,25              |

### Groupes ethniques
Pour un article plus général, voir Mordves.
Les Mordves sont un peuple finno-ougrien parlant deux langues proches, le moksha et l'erzya. Les Mordves s'identifient eux-mêmes comme des groupes ethniques distincts : les Mokchanes et les Erzianes.
Selon le recensement de 2010, les Russes forment 53,4 % de la population de la république, tandis que les Mokchanes et les Erzianes seulement 40 %. Parmi les autres groupes ethniques, on compte des Tatars (5,2 %), des Ukrainiens (0,5 %) et plusieurs autres groupes plus restreints formant au total moins de 0,5 % de la population.
|                 |
| Groupe ethnique |
| Russes          |
| Mordves         |
| Tatars          |
| Ukrainiens      |
| Autres          |
| --------------- |

| 1939    | 1939 | 1959    | 1959 | 1970    | 1970 | 1979    | 1979 | 1989    | 1989 | 2002    | 2002 | 2010    | 2010 | 2021    | 2021  |
| Pop.    | %    | Pop.    | %    | Pop.    | %    | Pop.    | %    | Pop.    | %    | Pop.    | %    | Pop.    | %    | Pop.    | %     |
| ------- | ---- | ------- | ---- | ------- | ---- | ------- | ---- | ------- | ---- | ------- | ---- | ------- | ---- | ------- | ----- |
| 719 117 | 60,5 | 590 557 | 59,0 | 606 817 | 58,9 | 591 212 | 59,7 | 586 147 | 60,8 | 540 717 | 60,8 | 443 737 | 53,4 | 406 061 | 51,82 |
| 405 031 | 34,1 | 357 978 | 35,8 | 364 689 | 35,4 | 338 898 | 34,2 | 313 420 | 32,5 | 283 861 | 31,9 | 333 112 | 40,0 | 290 750 | 37,11 |
| 47 386  | 4,0  | 38 636  | 3,9  | 44 954  | 4,4  | 45 765  | 4,6  | 47 328  | 4,9  | 46 261  | 5,2  | 43 392  | 5,2  | 39 855  | 5,09  |
| 7 586   | 0,6  | 6 554   | 0,7  | 6 033   | 0,6  | 5 622   | 0,6  | 6 461   | 0,7  | 4 801   | 0,5  | 4 801   | 0,5  | 1 414   | 0,18  |
| 8 884   | 0,7  | 6 468   | 0,6  | 7 069   | 0,7  | 8 012   | 0,8  | 10 148  | 1,1  | 13 126  | 1,5  | 11 361  | 1,4  | 12 601  | 1,61  |

### Religion
La confession principale est le christianisme orthodoxe russe. L'Islam sunnite, pratiqué essentiellement par les Tatars, est la principale minorité religieuse.

### Langue

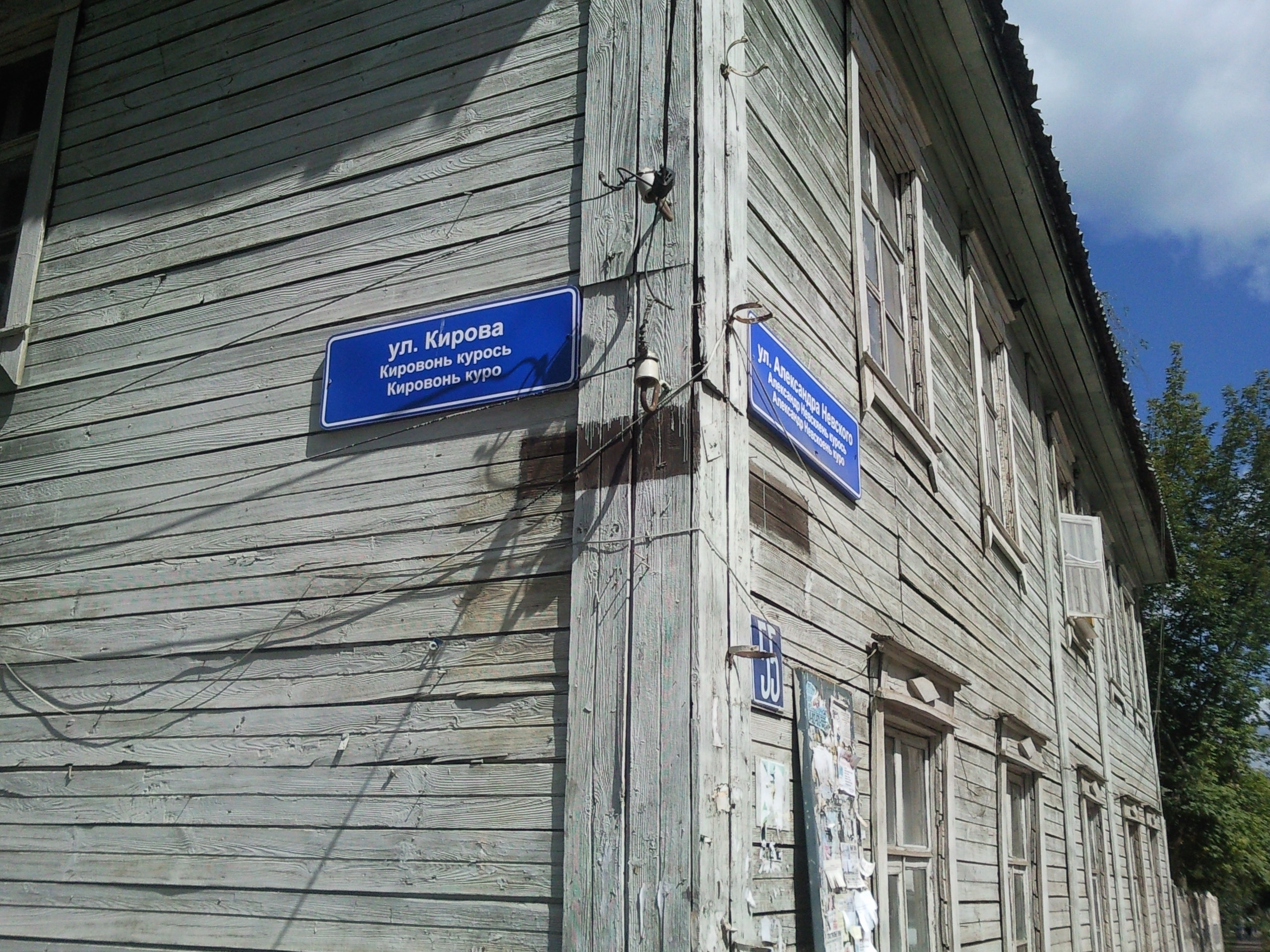
Plaques de rue trilingues à Saransk, en russe, mokcha et erzya.

Les langues mordves sont un sous-groupe des langues ouraliennes et comprennent le mokcha et l'erzya, proches mais mutuellement inintelligibles.
Seulement un tiers des locuteurs mordves vivent dans la république de Mordovie.

## Politique et administration
À l'intérieur de la fédération de Russie, la Mordovie a le statut de république. Elle est dirigée par un chef, élu au suffrage universel pour un mandat de cinq ans.
|   | Nom                  | début du mandat  | fin du mandat    | notes                                                                       |
| - | -------------------- | ---------------- | ---------------- | --------------------------------------------------------------------------- |
| 1 | Nikolaï Merkouchkine | 24 janvier 1995  | 10 mai 2012      | Président du Conseil d'État puis chef de la République le 22 septembre 1995 |
| 2 | Vladimir Volkov      | 10 mai 2012      | 18 novembre 2020 | Intérim du 10 au 14 mai 2012 et du 12 avril au 19 septembre 2017            |
| 3 | Artiom Zdounov       | 18 novembre 2020 | en cours         | Intérim du 18 novembre 2020 au 29 septembre 2021                            |

## Économie
Les industries de Mordovie les plus développées sont la construction de machines, la chimie, le travail du bois et l'industrie alimentaire. La plupart des entreprises industrielles sont situées dans la capitale Saransk, dans les villes de Kovylkino and Rouzaïevka, et dans les localités de Tchamzinka et Komsomolsky.

## Éducation
Parmi les principaux organismes d'enseignement supérieur, l'Université d'État de Mordovie et l'Institut pédagogique d'État de Mordovie à Saransk.

## Personnalités
En 2013, la Mordovie offre une maison à Gérard Depardieu.

## Goulags et  camps de travail
Les premiers camps de concentration soviétiques ont été construits en Mordovie dans les années 1930. 40 000 prêtres y furent fusillés.
En 2013, il y a 15 000 prisonniers répartis dans 18 colonies.
Nadejda Tolokonnikova, membre du groupe Pussy Riot, est emprisonnée entre 2012 et 2013 au camp IK-14, dirigé par  le colonel Koulaguine et le lieutenant colonel Koupriyanov. Elle dénonce des conditions de détention « inhumaines ».